# Notre-Dame-de-Mésage
Notre-Dame-de-Mésage település Franciaországban, Isère megyében. Lakosainak száma 1117 fő (2022. január 1.). Notre-Dame-de-Mésage Saint-Pierre-de-Mésage, Vizille, Champ-sur-Drac és Montchaboud községekkel határos.

## Népesség
A település népességének változása:
| Lakosok száma | 240  | 928  | 1297 | 1214 | 1205 | 1180 | 1147 | 1131 | 1121 | 1117 |
|               | 1968 | 1982 | 1990 | 2006 | 2013 | 2015 | 2017 | 2019 | 2020 | 2022 |